# Wiehlenarius tirolensis
Wiehlenarius tirolensis är en spindelart som först beskrevs av Schenkel 1939.  Wiehlenarius tirolensis ingår i släktet Wiehlenarius och familjen täckvävarspindlar. Inga underarter finns listade i Catalogue of Life.